# Filipijnse triller
De Filipijnse triller (Lalage melanoleuca) is een vogelsoort uit de familie Campephagidae (rupsvogels). 

## Verspreiding en leefgebied
Deze vogel komt voor in een groot deel van de Filipijnen en telt twee ondersoorten:
- L. m. melanoleuca: noordelijke Filipijnen.
- L. m. minor: oostelijk-centrale en zuidelijke Filipijnen.

## Status
De grootte van de populatie is niet gekwantificeerd maar de soort wordt omschreven als vrij algemeen. Op de Rode lijst van de IUCN heeft deze soort de status niet bedreigd.